# Martin Cregier
El capitán Marten Kregier o Cregier (1617-con posterioridad a 1681) probablemente fue originario de Borchen, actual Alemania, y fue uno de los primeros colonos de Nueva Ámsterdam. Fue un destacado ciudadano de la colonia y ocupó el cargo de Burgomaestre durante tres mandatos. Kregier dirigió varios ataques exitosos contra los Munsee durante las Guerras Esopus. La casa y el solar de Kregier estaban en Broadway, justo al norte de Battery park y su hija se casó con Christoffel Hooglant.
En 1643 Kregier construyó el primer edificio público de la ciudad de Nueva York en Broadway, una taberna situada en el actual 9-11 Broadway. Más tarde se conoció como Atlantic Gardens y sobrevivió hasta 1860. Los comerciantes de Nueva York se reunieron en el mismo edificio en 1765 y firmaron resoluciones para no importar más mercancías de Inglaterra hasta que se derogara la ley del sello.
En 1648, Kregier fue uno de los cuatro hombres nombrados primeros bomberos de la ciudad.
Kregier se estableció finalmente en Niskayuna, Nueva York a orillas del Mohawk. Se desconoce el año de su muerte. En algunas publicaciones se menciona 1712 o 1713, pero es probable que se trate de su hijo, Marten Kregier hijo.

## Publicaciones
- Krieger, Martin (1663). Journal of the Second Esopus War. Hudson River Valley Institute. Archivado desde el original el 11 de agosto de 2011. Consultado el 24 de junio de 2015.[9]